# Ginger Ninja
Ginger Ninja er et dansk elektro-rock-band dannet i 2007 af Henrik Hamilton, Rasmus Søby Andersen og Johan Luth. I februar 2008 blev Carl-Erik Riestra Rasmussen en del af gruppen, og allerede samme år opnåede bandet stor succes, blandt andet som vinder af Den Blå Box og som opvarmningsband for VETO. De skrev i januar 2009 kontrakt med det store etablerede selskab Sony Music, og udgav i juni 2009 singlen "Sunshine", der blev et radiohit.
Ginger Ninja udgav i januar 2010 debutalbummet Wicked Map, der senere også har høstet stor interesse og anerkendelse for bandet i Tyskland, Holland og Indonesien. Især i Holland fik bandet stor succes, da førstesinglen "Sunshine" fra Wicked Map blev brugt under Hollands VM-kampe ved VM i fodbold 2010.
I januar 2014 udgav Ginger Ninja deres andet studiealbum, Excess Space. Albummet er produceret af Jon "Joshua" Schumann (Kashmir, Mew, Carpark North m.fl.). Ginger Ninja udsendte i juli 2013 førstesinglen "Hole in My Head", mens andensinglen "Williamsburg" blev udgivet i november 2013.
Ginger Ninja har bl.a. været support for Veto, Carpark North og Dizzy Mizz Lizzy på deres respektive Danmarksturnéer. Samtidig har Ginger Ninja også spillet på Pavilion Junior på Roskilde Festival 2009 og flere gange på Skanderborg Festival, bl.a. på Bøgescenerne i 2012 
I februar 2015 skrev Ginger Ninja på deres facebook-side, at "efter syv år kalder vi den, og Ginger Ninja er hermed ikke mere." 

## Diskografi

### Studiealbum
| Titel        | Albumdetaljer                                                                     | Højeste placering |
| Titel        | Albumdetaljer                                                                     | Danmark           |
| ------------ | --------------------------------------------------------------------------------- | ----------------- |
| Wicked Map   | - Udgivet: 25. januar 2010 - Selskab: Columbia, Sony Music - Format: CD, download | 16                |
| Excess Space | - Udgivet: 27. januar 2014 - Selskab: Columbia, Sony Music - Format: CD, download | 32                |

### Singler
| År                                                               | Titel                   | Højeste placering | Højeste placering | Højeste placering | Album        |
| År                                                               | Titel                   | Danmark Download  | Danmark Airplay   | Holland           | Album        |
| ---------------------------------------------------------------- | ----------------------- | ----------------- | ----------------- | ----------------- | ------------ |
| 2009                                                             | "Sunshine"              | —                 | 14                | 5                 | Wicked Map   |
| 2009                                                             | "Bone Will Break Metal" | 39                | —                 | —                 | Wicked Map   |
| 2010                                                             | "Wet Like a Dog"        | —                 | —                 | —                 | Wicked Map   |
| 2010                                                             | "You Can Have It All"   | —                 | —                 | —                 | Wicked Map   |
| 2013                                                             | "Hole In My Head"       | —                 | —                 | —                 | Excess Space |
| 2013                                                             | "Williamsburg"          | —                 | 19                | —                 | Excess Space |
| 2014                                                             | "Faucets"               | —                 | —                 | —                 | Excess Space |
| "—" markerer en udgivelse der ikke opnåede en hitlisteplacering. |                         |                   |                   |                   |              |